# Шпиндлер, Фриц
Фриц Шпиндлер (нем. Fritz Spindler; 24 ноября 1817, Вурцбах — 26 декабря 1905, Нидерлёссниц, ныне в составе Радебойля) — немецкий композитор и пианист.

## Биография
Первоначально Шпиндлер изучал теологию, однако затем любовь к музыке возобладала. Пройдя курс обучения фортепиано в Дессау у Фридриха Шнайдера, некоторое время преподавал там же. С 1841 года Фриц Шпиндлер жил и работал в городе Дрездене. Среди его учеников, в частности, Стивен Альберт Эмери и Антон Краузе.
Шпиндлеру принадлежит около четырёхсот музыкальных композиций, преимущественно лёгкие салонные фортепианные пьесы. Помимо этого, им написаны также две симфонии, соната для валторны и фортепиано Op. 347 (1884) и др.